# 代萊尼鄉 (雅西縣)
47°28′N 26°53′E / 47.467°N 26.883°E
代萊尼鄉（羅馬尼亞語：Comuna Deleni, Iași），是羅馬尼亞的鄉份，位於該國東北部，由雅西縣負責管轄，面積151平方公里，海拔高度296米，2007年人口10,376，人口密度每平方公里69人。